# Handelshochschule Göteborg

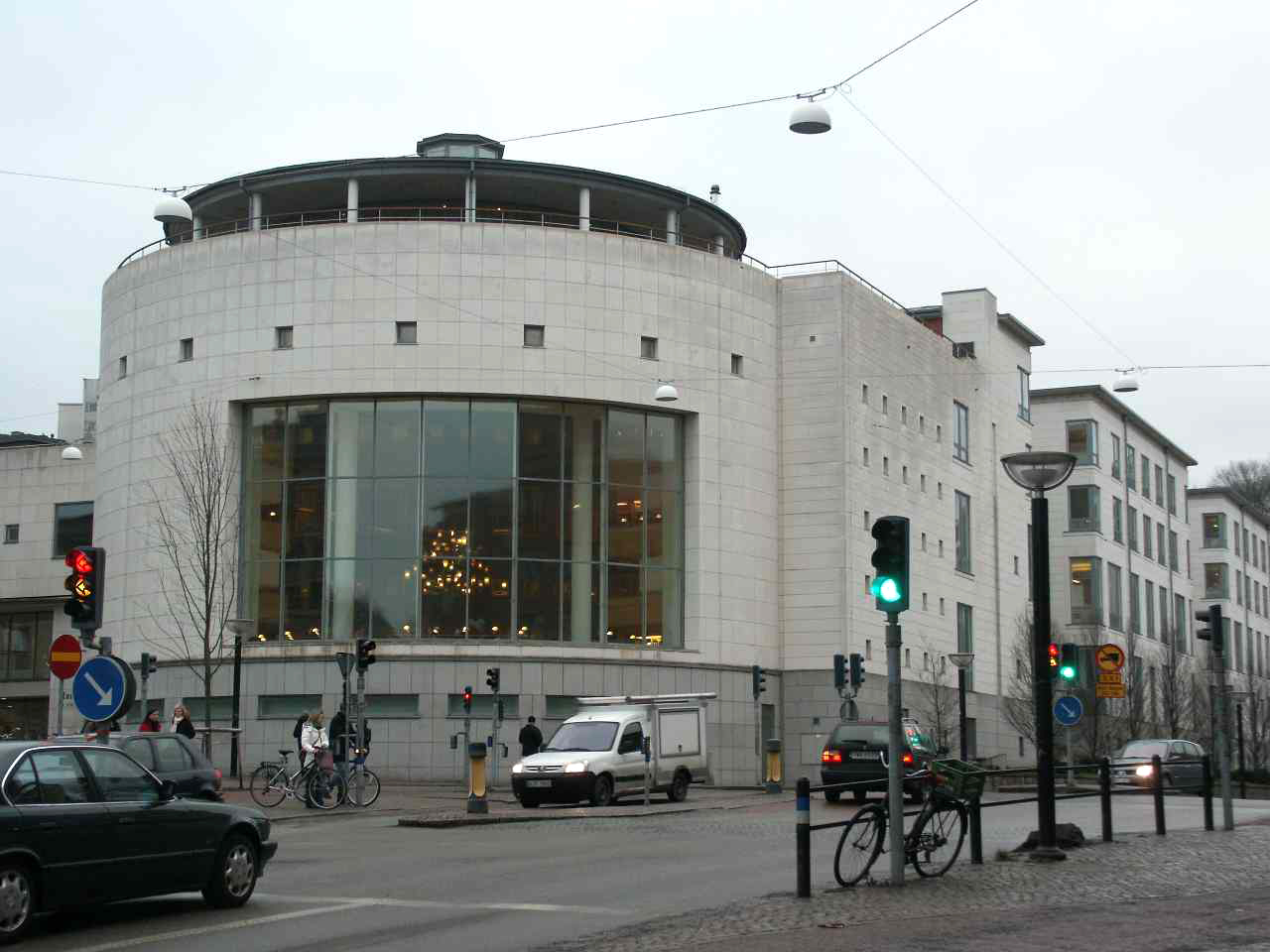
Bibliothek

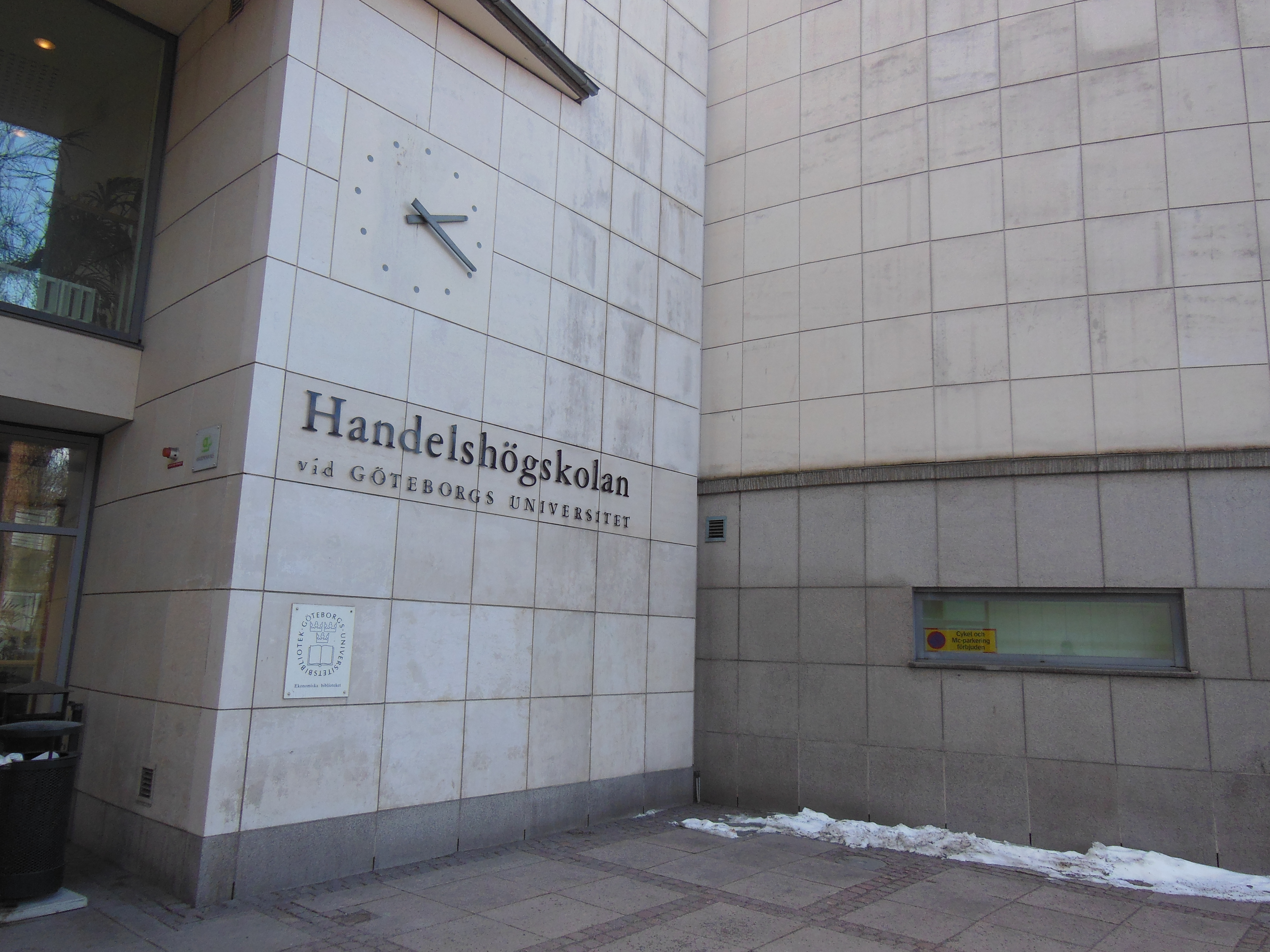
Eingang

Die Handelshochschule Göteborg (Schwedisch: Handelshögskolan vid Göteborgs universitet) ist eine wirtschaftswissenschaftliche und rechtswissenschaftliche Fakultät der Universität Göteborg in Schweden. Sie ist mit etwa 6900 Studierenden (Stand: Juli 2018) eine der größte Handelshochschulen Schwedens und die einzige, die Triple Crowned ist (also die drei Business-Akkreditierungen AACSB, AMBA und EQUIS besitzt).

## Geschichte
Gegründet wurde die Hochschule im Jahr 1923 von heimischen Geschäftsleuten und war, bis zu ihrer Eingliederung in die Universität Göteborg 1971, eine eigenständige Hochschule. Der Campus liegt zentral in Göteborg, nahe dem Stadtteil Haga. Das Hauptgebäude, entworfen von den Architekten Sture Ljungqvist und Carl Nyrén, wurde 1952 eingeweiht. Die 1994/95 angebaute Bibliothek wurde mit dem Kasper-Salin-Preis ausgezeichnet. 2009 wurde ein weiteres Nebengebäude errichtet.
Die Handelshochschule bietet sowohl Bachelor- als auch Master- und Ph.D.-Programme an. Die Unterrichtssprache kann abhängig vom Programm schwedisch oder englisch sein. Aufgrund der in englischer Sprache angebotenen Master-Studiengänge und der (für EU-Bürger) nicht vorhandenen Studiengebühren ist die Hochschule beliebt bei ausländischen Studierenden. Die Fakultät pflegt weltweit etwa 150 Partnerschaften mit anderen Universitäten, davon acht in Deutschland.

## Aufbau
Seit 2013 ist die Fakultät in vier Bereiche unterteilt:
- Betriebswirtschaftslehre
- Volkswirtschaftslehre
- Recht
- Wirtschaft und Soziales

## Studiengänge
Undergraduate Level
- Programme in Betriebswirtschaftslehre und Volkswirtschaftslehre
- Bachelor Programme in Logistikmanagement
- Bachelor Programme in Umweltsozialwissenschaften

Master Level (gehalten in englischer Sprache)
- Executive MBA
- Master in Accounting
- Master in Finance
- Master in Innovation and Industrial Management
- Master in International Business and Trade
- Master in Knowledge-based Entrepreneurship
- Master in Logistics and Transport Management
- Master in Management
- Master in Marketing and Consumption
- Master in Economics
- Master of Laws Programme (in Swedish)

Ph.D. Level
- Das Ph.D. Level wird in allen vier Bereichen der Fakultät angeboten.